# 中田俊隆
中田 俊隆（なかだ としたか）は、日本の物理学者。早稲田大学理工学研究科資源及び材料工学専攻博士 単位取得満期退学。
博士（工学） (1993 早稲田大学)。早稲田大学理工学部 助手、東北大学金属材料研究所 助手、立命館大学理工学部助教授を経て、
現在同大学理工学部教授。理工学部副学部長。
結晶成長をキーワードとし、金属、半導体からタンパク質に至るまで、様々な材料における相変態過程の実験的研究を行っている。

## 略歴
- 1987年 - 早稲田大学理工学部金属工学科　卒業
- 1989年 - 早稲田大学理工学研究科資源および材料工学修士 修了
- 1991年 - 早稲田大学理工学部・助手
- 1992年 - 早稲田大学理工学研究科資源及び材料工学専攻博士 単位取得満期退学
- 同年   日本金属学会第2回奨励賞(物性部門)
- 1993年 - 東北大学金属材料研究所・助手
- 1998年 - 立命館大学理工学部・助教授
- 2004年 - 立命館大学理工学部・教授
- 2008年 - 立命館大学理工学部副学部長